# Chokladpeng
| Chokladpeng i aluminiumfolie (till vänster) och öppnad (till höger). |  | Chokladpeng i aluminiumfolie (till vänster) och öppnad (till höger). |
| Chokladpeng i aluminiumfolie (till vänster) och öppnad (till höger). |  |                                                                      |

Chokladpeng eller chokladmynt är godis som består av choklad utformad som mynt och vanligen inslagen i aluminiumfolie som ofta är guld- eller silverfärgad, för att efterlikna riktiga mynt. Chokladmynt finns både i påhittade och befintliga valutor och går att beställa med valfritt motiv i många reklamprofileringsbutiker.
"Hanukkah gelt" betyder "chanukkapengar" på jiddisch och syftar på traditionen att ge judiska barn chokladpengar som gåva under firandet av högtiden chanukka.